# Pogo (dança)
Pogo é um estilo de dança, da qual se originou na África e que com o tempo ficou associado com o gênero punk rock.